# Arrivano gli Snorky/Ciao siamo gli Snorky
Arrivano gli Snorky/Ciao siamo gli Snorky  è il ventesimo singolo della cantante italiana Cristina D'Avena pubblicato nel 1985 e distribuito da C.G.D. Messaggerie Musicali S.p.A.

## I brani
Arrivano gli Snorky è una canzone scritta da J.F.F. Ferry Wienneke su musica di Jay Ferne, il cui testo è stato adattato nella versione italiana da Alessandra Valeri Manera. La versione italiana del brano, come quella originale dal titolo Neem een duik in Snorkelland, è la sigla di apertura e chiusura della prima stagione della serie animata Gli Snorky. La base musicale venne utilizzata anche per la trasmissione francese con il titolo Les Snorky nel 1986.
Sul lato B del singolo è incisa Ciao siamo gli Snorky, canzone ispirata alla serie scritta da Barry Corbett, John De Plesses, Helna, William Jackson, con il testo adattato sempre da Alessandra Valeri Manera. Questo brano è stato pubblicato una sola volta su CD, nella raccolta 30 e poi... - Parte seconda e con una durata di 3 secondi in più rispetto a quella del singolo.

## Tracce
- LP: FM 13101

Lato A
Testi di J.F.F. Ferry Wienneke/Alessandra Valeri Manera, musiche di Jay Ferne; edizioni musicali SEPP/Canale 5 Music.
1. Cristina D'Avena – Arrivano gli Snorky – 2:42

Lato B
Testi e musiche di Barry Corbett, John De Plesses, Helna e William Jackson; edizioni musicali SEPP/Canale 5 Music.
1. Cristina D'Avena – Ciao siamo gli Snorky – 2:41

## Produzione
- Alessandra Valeri Manera – Produzione artistica e discografica
- Direzione Creativa e Coordinamento Immagine Mediaset – Grafica

## Produzione e formazione dei brani

### Arrivano gli Snorky
- Giordano Bruno Martelli – Produzione e arrangiamento, direzione orchestra, supervisione musicale
- Tonino Paolillo – Registrazione e mixaggio al Mondial Sound Studio, Milano
- Orchestra di Giordano Bruno Martelli – Esecuzione brano
- I Piccoli Cantori di Milano – Cori
- Niny Comolli – Direzione
- Laura Marcora – Direzione

### Ciao siamo gli Snorky
- Giordano Bruno Martelli – Produzione e supervisione musicale
- Giovanni Bobbio – Registrazione e mixaggio al Bob Studio, Milano
- I Piccoli Cantori di Milano – Cori
- Niny Comolli – Direzione
- Laura Marcora – Direzione

## Pubblicazioni all'interno di album e raccolte
Arrivano gli Snorky è stata pubblicata in alcuni album e raccolte della cantante mentre Ciao siamo gli Snorky ha avuto una sola pubblicazione su 33 giri e CD
| Anno | Album o singolo                                                                 | Titolo                | Versione           |
| ---- | ------------------------------------------------------------------------------- | --------------------- | ------------------ |
| 1985 | Fivelandia 3                                                                    | Arrivano gli Snorky   | Versione originale |
| 1986 | CantaSnorky                                                                     | Arrivano gli Snorky   | Versione originale |
| 1986 | CantaSnorky                                                                     | Ciao siamo gli Snorky | Versione originale |
| 1987 | Fivelandia Collection                                                           | Arrivano gli Snorky   | Versione originale |
| 2005 | Cartoonlandia Boys                                                              | Arrivano gli Snorky   | Versione originale |
| 2006 | Fivelandia 3 & 4                                                                | Arrivano gli Snorky   | Versione originale |
| 2006 | Fivelandia 3                                                                    | Arrivano gli Snorky   | Versione originale |
| 2006 | Cartoonlandia Boys & Girls Story                                                | Arrivano gli Snorky   | Versione originale |
| 2011 | Cartoonlandia Story '80-'90                                                     | Arrivano gli Snorky   | Versione originale |
| 2013 | 30 e poi... - Parte seconda                                                     | Ciao siamo gli Snorky | Versione originale |
| 2015 | Fivelandia Story                                                                | Arrivano gli Snorky   | Versione originale |
| 2017 | I grandi classici - Le sigle storiche dei cartoni di Canale 5, Italia 1, Rete 4 | Arrivano gli Snorky   | Versione originale |